# .tr
.tr es el dominio de nivel superior geográfico (ccTLD) para Turquía.
También se usa para Chipre del Norte como (.nc.tr).